# Klagbarkeit
Klagbarkeit bedeutet, dass ein Rechtsanspruch vor Gericht im Wege der Klage geltend gemacht werden kann. Die Klagbarkeit des geltend gemachten Anspruchs ist eine Prozessvoraussetzung, deren Fehlen zur Unzulässigkeit der erhobenen Klage führt.

## Fehlende Klagbarkeit
Die Klagbarkeit von Ansprüchen ist der Regelfall, nicht klagbare Ansprüche die Ausnahme. Nicht klagbar ist beispielsweise der Anspruch des Verlobten auf Eingehung der Ehe, § 1297 Abs. 1 BGB, der Anspruch auf Vergütung für eine Heiratsvermittlung, § 656 BGB, der Anspruch auf Zustimmung zur Mieterhöhung während der dem Mieter zustehenden Überlegungsfrist, der Honoraranspruch eines Rechtsanwaltes oder Steuerberaters vor Stellung einer Rechnung, § 10 RVG, § 9 Abs. 1 StBGebV. Ebenfalls nicht klagbar sind Verfahren im Sinne von § 15a EGZPO bei vorgeschriebener und nicht durchgeführter Schlichtung.
Anders liegen die Dinge, wenn die Klagbarkeit im Rahmen einer Parteivereinbarung (vorläufig) ausgeschlossen ist: in diesem Falle ist das Fehlen der Klagbarkeit eine vor Beginn der mündlichen Verhandlung geltend zu machende Einrede. Steht einem Anspruch eine gesetzliche peremptorische Einrede entgegen, kann der Schuldner die Geltendmachung des Anspruchs durch Erhebung derselben verhindern, so gemäß § 275 Absätze 2 und 3 BGB, § 821 BGB, § 853 BGB und bei der beschränkten Erbenhaftung.

## Fehlende Klagbarkeit lediglich der Erfüllungsansprüche
Schuldverträge, die von vornherein eine unvollkommene oder auch gar keine Verbindlichkeit erzeugen, in vielen Rechtskreisen Naturalobligationen genannt, begründen zumindest bezüglich der Erfüllungsansprüche keine Klagbarkeit. Werden sie erfüllt, kann das Geleistete andererseits nicht als indebitum kondiziert werden. Klassisches Beispiel ist die Wette im Sinne des § 762 BGB.
Vergleichbar dazu sind die Fälle formunwirksamer Schuldverträge, die durch Erfüllung (Leistung) wirksam werden, auch sie sind nicht klagbar. Dazu gehören das vollzogene Schenkungsversprechen des § 518 Absatz 2 BGB oder die getilgte Hauptforderung bei vorangegangenem Schriftformmangel einer Bürgschaftserklärung, § 766 Satz 3 BGB.
Unberührt bleiben in den genannten Fällen Ansprüche wegen anderer Pflichtverletzungen wie Schlechtleistungen. Diese hat der Bundesgerichtshof sogar ausdrücklich zugelassen.